# Joseph T. Fuhrmann
Joseph Theodore Fuhrmann (1940) es un historiador estadounidense, especializado en el estudio de Rusia y profesor en Murray State University.
Es autor de obras como The Origins of Capitalism in Russia: Industry and Progress in the Sixteenth and Seventeenth Centuries (Quadrangle Books, 1972); Tsar Alexis: His Reign and His Russia (Academic International Press, 1981), sobre el zar Alejo I; o Rasputin: A Life (Praeger, 1990), una biografía de Rasputín; entre otras, además de editar la correspondencia entre el zar Nicolás II y su mujer durante la Primera Guerra Mundial.